# Cliffe (Selby)
Pour les articles homonymes, voir Cliffe.
Cliffe est un village et une paroisse civile du Yorkshire du Nord, en Angleterre.